# Alojzije Mišić
Alojzije Stjepan Mišić (ur. 10 listopada 1859 w Bosanskiej Gradišce; zm. 26 marca 1942 w Mostarze) – bośniacki duchowny katolicki, biskup ordynariusz mostarsko-duvnijski oraz administrator apostolski trebinjsko-mrkanski od 1912 roku.

## Życiorys
Urodził się w Bosanskiej Gradišce w północnej Bośni i Hercegowiny. Po ukończeniu szkoły elementarnej kontynuował naukę w gimnazjum w Ivanjsce, do którego uczęszczał w latach 1866-1870. Następnie wstąpił do zakonu franciszkanów w Fojnicy. Od 1875 do 1878 studiował filozofię w Gučej Gorze, a potem do 1882 roku teologię w Ostrzyhomiu. 7 czerwca 1882 otrzymał święcenia kapłańskie. Jego pierwsza msza prymicyjna miała miejsce 15 sierpnia tego samego roku.
W 1884 roku został osobistym sekretarzem biskupa Banja Luki Marijana Markovicia. Poza tym pracował jako duszpasterz i katecheta w Banja Luce oraz Sarajewie. W latach 1891–1894 sprawował funkcję proboszcza parafii Banja Luka-Petrićevac, po czym przeniesiono go na probostwo w Bihaciu, a w 1903 roku z powrotem w Petrićevacu. W 1907 roku został gwardianem i dyrektorem gimnazjum franciszkańskiego w Visoko.
W 1909 roku wybrano go na prowincjała franciszkańskiej prowincji Bosna Srebrena. 5 marca 1912 roku papież Pius X prekonizował go biskupem ordynariuszem mostarsko-duvnijski oraz administratorem apostolskim diecezji trebinjsko-mrkanskiej. 18 czerwca tego samego roku miała miejsce jego konsekracja biskupia.
Jego rola podczas II wojny światowej jest różnie oceniana. Z jednej strony popierał on utworzenie Niezależnego Państwa Chorwackiego w 1941 roku i określał jego przywódcę Ante Pavelicia jako „wzorowego katolika”. Z drugiej zaś strony krytykował rządy ustaszów. Zmarł w 1942 roku w Mostarze w wieku 82 lat i został pochowany na cmentarzu Petrićevac w Banja Luce.